# Gaotun (köpinghuvudort i Kina, Liaoning Sheng, lat 40,43, long 122,60)
Gaotun är en köpinghuvudort i Kina. Den ligger i provinsen Liaoning, i den nordöstra delen av landet, omkring 170 kilometer sydväst om provinshuvudstaden Shenyang. Antalet invånare är 18 428. Befolkningen består av 8 876 kvinnor och 9 552 män. Barn under 15 år utgör 13,0 %, vuxna 15-64 år 74 %, och äldre över 65 år 11,0 %.
Runt Gaotun är det tätbefolkat, med 297 invånare per kvadratkilometer. Närmaste större samhälle är Boluopu, 16,1 km nordväst om Gaotun. Omgivningarna runt Gaotun är en mosaik av jordbruksmark och naturlig växtlighet.
Genomsnittlig årsnederbörd är 1 033 millimeter. Den regnigaste månaden är juli, med i genomsnitt 314 mm nederbörd, och den torraste är januari, med 8 mm nederbörd.